# Маунт Ери (Џорџија)
Маунт Ери (енгл. Mount Airy) град је у америчкој савезној држави Џорџија. По попису становништва из 2010. у њему је живело 1.284 становника.

## Демографија
Према попису становништва из 2010. у граду је живело 1.284 становника, што је 680 (112,6%) становника више него 2000. године.
| Група             | 2000.       | 2010.       |
| Белци             | 548 (90,7%) | 985 (76,7%) |
| Афроамериканци    | 14 (2,3%)   | 30 (2,3%)   |
| Азијати           | 17 (2,8%)   | 102 (7,9%)  |
| Хиспаноамериканци | 16 (2,6%)   | 153 (11,9%) |
| Укупно            | 604         | 1.284       |